# Machilly
Machilly este o comună în departamentul Haute-Savoie din sud-estul Franței. În 2009 avea o populație de 963 de locuitori.

## Evoluția populației
| An        | 1975 | 1982 | 1990 | 1999 | 2006 | 2009 |
| --------- | ---- | ---- | ---- | ---- | ---- | ---- |
| Populație | 635  | 683  | 829  | 862  | 973  | 963  |